# Nathan Chen
Nathan Chen (ur. 5 maja 1999 w Salt Lake City) – amerykański łyżwiarz figurowy, startujący w konkurencji solistów. Mistrz i wicemistrz olimpijski z Pekinu (2022) i brązowy medalista olimpijski z Pjongczangu (2018, drużynowo), trzykrotny mistrz świata (2018, 2019, 2021), mistrz czterech kontynentów (2017), trzykrotny zwycięzca finału Grand Prix (2017-2019) oraz 6-krotny mistrz Stanów Zjednoczonych (2017-2022).
Został pierwszym łyżwiarzem, który wykonuje w zawodach aż pięć poczwórnych skoków (toe loop, salchow, loop, flip, lutz). W 2018 roku został pierwszym łyżwiarzem, który wykonał poczwórnego flipa na igrzyskach olimpijskich.

## Osiągnięcia
| Zawody                                | 09–10          | 10–11          | 11–12          | 12–13          | 13–14          | 14–15          | 15–16          | 16–17          | 17–18          | 18–19          | 19–20          | 20–21          | 21–22          |                |                |                |                |
| Międzynarodowe                        | Międzynarodowe | Międzynarodowe | Międzynarodowe | Międzynarodowe | Międzynarodowe | Międzynarodowe | Międzynarodowe | Międzynarodowe | Międzynarodowe | Międzynarodowe | Międzynarodowe | Międzynarodowe | Międzynarodowe | Międzynarodowe | Międzynarodowe | Międzynarodowe | Międzynarodowe |
| ------------------------------------- | -------------- | -------------- | -------------- | -------------- | -------------- | -------------- | -------------- | -------------- | -------------- | -------------- | -------------- | -------------- | -------------- | -------------- | -------------- | -------------- | -------------- |
| Zimowe igrzyska olimpijskie           |                |                |                |                |                |                |                |                | 5              |                |                |                | 1              |                |                |                |                |
| Mistrzostwa świata                    |                |                |                |                |                |                | WD             | 6              | 1              | 1              | C              | 1              |                |                |                |                |                |
| Mistrzostwa czterech kontynentów      |                |                |                |                |                |                |                | 1              |                |                |                |                |                |                |                |                |                |
| GP Finał Grand Prix                   |                |                |                |                |                |                |                | 2              | 1              | 1              | 1              |                |                |                |                |                |                |
| GP NHK Trophy                         |                |                |                |                |                |                |                | 2              |                |                |                |                |                |                |                |                |                |
| GP Rostelecom Cup                     |                |                |                |                |                |                |                |                | 1              |                |                |                |                |                |                |                |                |
| GP Skate America                      |                |                |                |                |                |                |                |                | 1              | 1              | 1              | 1              | 3              |                |                |                |                |
| GP Skate Canada International         |                |                |                |                |                |                |                |                |                |                |                |                | 1              |                |                |                |                |
| GP Internationaux de France           |                |                |                |                |                |                |                | 4              |                | 1              | 1              |                |                |                |                |                |                |
| CS Finlandia Trophy                   |                |                |                |                |                |                |                | 1              |                |                |                |                |                |                |                |                |                |
| CS U.S. International Classic         |                |                |                |                |                |                |                |                | 1              |                |                |                |                |                |                |                |                |
| Międzynarodowe: Kategorie młodzieżowe |                |                |                |                |                |                |                |                |                |                |                |                |                |                |                |                |                |
| Mistrzostwa świata juniorów           |                |                |                |                | 3              | 4              | WD             |                |                |                |                |                |                |                |                |                |                |
| JGP Finał                             |                |                |                |                | 3              |                | 1              |                |                |                |                |                |                |                |                |                |                |
| JGP w Austrii                         |                |                |                | 1              |                |                |                |                |                |                |                |                |                |                |                |                |                |
| JGP na Białorusi                      |                |                |                |                | 1              |                |                |                |                |                |                |                |                |                |                |                |                |
| JGP w Chorwacji                       |                |                |                | WD             |                | 2              |                |                |                |                |                |                |                |                |                |                |                |
| JGP w Hiszpanii                       |                |                |                |                |                |                | 1              |                |                |                |                |                |                |                |                |                |                |
| JGP w Meksyku                         |                |                |                |                | 1              |                |                |                |                |                |                |                |                |                |                |                |                |
| JGP w Stanach Zjednoczonych           |                |                |                |                |                |                | 1              |                |                |                |                |                |                |                |                |                |                |
| Egna Spring Trophy                    |                |                | 1 N            |                |                |                |                |                |                |                |                |                |                |                |                |                |                |
| Krajowe                               |                |                |                |                |                |                |                |                |                |                |                |                |                |                |                |                |                |
| Mistrzostwa Stanów Zjednoczonych      | 1 N            | 1 N            | 1 J            | 3 J            | 1 J            | 8              | 3              | 1              | 1              | 1              | 1              | 1              | 1              |                |                |                |                |
| Zawody drużynowe                      |                |                |                |                |                |                |                |                |                |                |                |                |                |                |                |                |                |
| Zimowe igrzyska olimpijskie           |                |                |                |                |                |                |                |                | 3 T            |                |                |                | 2 T            |                |                |                |                |
| World Team Trophy                     |                |                |                |                |                |                |                | 3 T 2 P        |                | 1 T 1 P        |                | 2 T 1 P        |                |                |                |                |                |
| Japan Open                            |                |                |                |                |                |                |                |                | 3 T 2 P        | 3 T 4 P        | 3 T 1 P        |                |                |                |                |                |                |

## Programy
| Sezon   | Program krótki (SP) | Program dowolny (FS) | Pokazy mistrzów |
| ------- | --- | --- | --- |
| 2020–21 | - La Bohème – Jacques Plante, Charles Aznavour choreografia: Shae-Lynn Bourne - Asturias – Frida Lopez - Canción del Mariachi (z filmu Desperado) – Los Lobos, Antonio Banderas choreografia: Shae-Lynn Bourne | - Goodbye Yellow Brick Road – Taron Egerton, oryg. Elton John - Rocket Man – Taron Egerton, oryg. Elton John - Bennie and the Jets – Logic, Elton John, Pink choreografia: Marie-France Dubreuil, Samuel Chouinard - Metamorphosis II – Philip Glass - Violin Concerto No. 1 – Philip Glass - Truman Sleeps – Philip Glass choreografia: Shae-Lynn Bourne | |
| 2019–20 | - La Bohème – Jacques Plante, Charles Aznavour choreografia: Shae-Lynn Bourne | - Goodbye Yellow Brick Road – Taron Egerton, oryg. Elton John - Rocket Man – Taron Egerton, oryg. Elton John - Bennie and the Jets – Logic, Elton John, Pink choreografia: Marie-France Dubreuil, Samuel Chouinard | - Next to Me – Otto Knows choreografia: Nathan Chen |
| 2018–19 | - Moliendo Café – Fanfare Ciocărlia - Caravan – Fanfare Ciocărlia choreografia: Shae-Lynn Bourne | - Land of All – Woodkid choreografia: Samuel Chouinard, Marie-France Dubreuil | - Caravan – Fanfare Ciocărlia choreografia: Shae-Lynn Bourne - Next to Me – Otto Knows choreografia: Nathan Chen - No Good – Kaleo choreografia: Shae-Lynn Bourne - Back from the Edge – James Arthur choreografia: Nathan Chen     |
| 2017–18 | - Nemesis – Benjamin Clementine choreografia: Shae-Lynn Bourne | - Mao’s Last Dancer – Christopher Gordon - Święto wiosny – Igor Strawinski choreografia: Lori Nichol | - Nemesis – Benjamin Clementine choreografia: Shae-Lynn Bourne - Back from the Edge – James Arthur choreografia: Nathan Chen - No Good – Kaleo choreografia: Shae-Lynn Bourne - Parachute – Otto Knows choreografia: Benoît Richaud |
| 2016–17 | - Le Corsaire – Adolphe Adam, Léo Delibes choreografia: Marina Zujewa | - Polovtsian Dances (z opery Kniaź Igor) – Aleksandr Borodin choreografia: Nadjeżda Kanajewa | - Parachute – Otto Knows choreografia: Benoît Richaud - Stole the Show – Kygo, Parson James choreografia: Nathan Chen |

## Rekordy świata

### Od sezonu 2018/2019
Rekordy świata ustanawiane w skali GOE±5.
| Data                         | Punkty                  | Zawody                  | Uwagi                                                                                  |                         |
| Rekordy w nocie łącznej      | Rekordy w nocie łącznej | Rekordy w nocie łącznej | Rekordy w nocie łącznej                                                                | Rekordy w nocie łącznej |
| ---------------------------- | ----------------------- | ----------------------- | -------------------------------------------------------------------------------------- | ----------------------- |
| 7 grudnia 2019               | 335,30                  | Finał Grand Prix 2019   | Obecny rekord świata.                                                                  |                         |
| 23 marca 2019                | 323,42                  | Mistrzostwa świata 2019 |                                                                                        |                         |
| 20 października 2018         | 280,57                  | Skate America 2018      | Rekord został pobity przez Yuzuru Hanyū podczas Grand Prix Helsinki 2018 (297,12 pkt). |                         |
| Rekordy w programie dowolnym |                         |                         |                                                                                        |                         |
| 7 grudnia 2019               | 224,92                  | Finał Grand Prix 2019   | Obecny rekord świata.                                                                  |                         |
| 23 marca 2019                | 216,02                  | Mistrzostwa świata 2019 |                                                                                        |                         |
| 20 października 2018         | 189,99                  | Skate America 2018      | Rekord został pobity przez Yuzuru Hanyū podczas Grand Prix Helsinki 2018 (190,43 pkt). |                         |